# Clivina dentipes
Clivina dentipes är en skalbaggsart som beskrevs av Pierre François Marie Auguste Dejean. Clivina dentipes ingår i släktet Clivina och familjen jordlöpare. Inga underarter finns listade i Catalogue of Life.